# 254
El año 254 (CCLIV) fue un año común comenzado en domingo del calendario juliano, en vigor en aquella fecha.
En el Imperio romano el año fue nombrado como el del consulado de Valeriano y Galieno o, menos comúnmente, como el 1007 Ab urbe condita, siendo su denominación como 254 posterior, de la Edad Media, al establecerse el Anno Domini.

## Acontecimientos
- El emperador romano Valeriano y su hijo y coemperador, Galieno, son nombrados cónsules.
- 12 de mayo: Iglesia católica: Esteban I es elegido papa.

## Fallecimientos
- 5 de marzo: Lucio I, papa.
- Orígenes